# Benedikt Bavorynský z Bavoryně a z Vlčího Pole
Benedikt Bavorynský z Bavoryně a z Vlčího Pole, křestním jménem též uváděn jako Beneš (15. století, Turnov – 22. srpna 1535, Mladá Boleslav) byl český teolog a spisovatel, biskup Jednoty bratrské.
Pocházel z rytířského rodu. Na bratrského kněze byl ordinován roku 1521. Patřil ke stoupencům sbližování Jednoty bratské s Lutherovou reformací. Roku 1531 se stal jedním z biskupů Jednoty.
Mezi jeho náboženské spisy patří např. Rozmlouvání společné čtyř Bratří, o pravém a gruntovném požívání dokonalého spasení v pokoji svědomí dobrého (1531, přeloženo i do polštiny), Kniha o pravém náboženství křesťanském (1543).